# Jif'at Kariv
Jif'at Kariv, s přechýlením Jif'at Karivová (hebrejsky יפעת קריב, narozena 27. listopadu 1973), je izraelská politička a poslankyně Knesetu za stranu Ješ atid.

## Kariéra
Působí jako vedoucí mládežnického odboru na Ministerstvu rozvoje Negevu a Galileje a je členkou městské samosprávy ve městě Hod ha-Šaron. Angažuje se v právech žen a v otázkách reformy vzdělávacího systému.
Ve volbách v roce 2013 byla zvolena do Knesetu za stranu Ješ atid.

## Osobní život
Je vdaná, má čtyři děti.